# ميكاليس بوليتارتشو
ميكاليس بوليتارتشو مواليد 23 يونيو 1983 في ناكسوس، هو لاعب كرة سلة يوناني. بدأ مسيرته الاحترافية في سنة 2000. يلعب مع بيريستيري في الدوري اليوناني لكرة السلة. يحمل الرقم 8. يبلغ طوله 6 قدم 3 بوصة (1.9 م).

## المسيرة الاحترافية
لعب مع إيرابترا في موسم 2007–2008، ثم لعب مع نادي إكاروس كاليثيا لكرة السلة من سنة 2008 إلى 2012، ثم لعب مع نادي إيه إي كي لكرة السلة من سنة 2012 إلى 2015.

## الإنجازات

### نادي إكاروس كاليثيا لكرة السلة
- 2009-2010 الدوري اليوناني لكرة السلة

### نادي إيه إي كي لكرة السلة
- 2013-2014 الدوري اليوناني لكرة السلة

## روابط خارجية
- ميكاليس بوليتارتشو على موقع كرة السلة الأوروبية.كوم (الإنجليزية)
- ميكاليس بوليتارتشو على موقع ريلجم (الإنجليزية)
- ميكاليس بوليتارتشو على موقع سبورتس رفرنس (الإنجليزية)